# Прінггарата (район)
Прінггара́та (індонез. Pringgarata) — один з 12 районів округу Центральний Ломбок провінції Західна Південно-Східна Нуса у складі Індонезії. Розташований у північно-західній частині. Адміністративний центр — селище Прінггарата.
Населення — 64492 особи (2012; 63737 в 2011, 62841 в 2010, 60622 в 2009, 59789 в 2008).

## Адміністративний поділ
До складу району входять 1 селище та 10 сіл:
| Населений пункт     | Населення, осіб (2010) | Населення, осіб (2012) |
| ------------------- | ---------------------- | ---------------------- |
| Арджангка, село     | -                      | 5040                   |
| Багу, село          | 12071                  | 5690                   |
| Білебанте, село     | 3130                   | 3212                   |
| Менеменг, село      | -                      | 3814                   |
| Мурбая, село        | 5106                   | 5239                   |
| Пемепек, село       | 7139                   | 7327                   |
| Прінггарата, селище | 16621                  | 8423                   |
| Сепакек, село       | 6240                   | 6404                   |
| Сінтунг, село       | 12534                  | 7281                   |
| Сісік, село         | -                      | 5581                   |
| Таман-Індах, село   | -                      | 3596                   |